# Cullen Neal
Cullen Jacob Neal (ur. 18 marca 1994 w Albuquerque) – amerykański koszykarz występujący na pozycjach rozgrywającego oraz rzucającego obrońcy.
W 2012 został wybrany najlepszym zawodnikiem stanu szkół średnich Nowego Meksyku (New Mexico Gatorade Player of the Year), rok później został zaliczony do I składu Parade All-American.
24 lipca 2018 podpisał swój pierwszy kontrakt zawodowy, jego nowym klubem została Rosa Radom.

## Osiągnięcia
Stan na 27 sierpnia 2018, na podstawie, o ile nie zaznaczono inaczej.
NCAA
- Uczestnik turnieju NCAA (2014)
- Mistrz turnieju konferencji Mountain West Conference (MWC – 2014)